# Segundo Durandal
Segundo Durandal (ur. 17 marca 1912, zm. 12 stycznia 1976) – boliwijski piłkarz grający na pozycji obrońcy.

## Kariera klubowa
Podczas przypadającej na lata 1930–1938 kariery klubowej reprezentował barwy CD San José. Występował również w Club Bolívar.

## Kariera reprezentacyjna
Segundo Durandal na początku lat trzydziestych występował w reprezentacji Boliwii. W 1930 roku uczestniczył w mistrzostwach świata 1930. Na mundialu w Urugwaju wystąpił w obu przegranych 0-4 spotkaniach z Brazylią i Jugosławią.